# 法拉第波
法拉第波（英語： 或 ），以麥可·法拉第（Michael Faraday）為名，是一種振盪容器中液面的非線性駐波，當其振盪頻率超過臨界值時，平靜液面就會開始不穩，這現象稱之為法拉第不穩性。法拉第最早是在1831年皇家學會《自然科学会报》裡的一篇文章附錄中提到法拉第波。
若將一層液體放置在垂直振蕩的活塞頂部，在特定的不穩性條件下，會出現以一半活塞頻率振盪的駐波。 這與 參數共振問題有關。駐波形式可能會是條紋、緊密堆積六邊形、甚至是正方形或準週期。常在發出鈴鐺聲的葡萄酒酒杯內的葡萄酒表面，觀察到細條紋的法拉第波。 法拉第波也能解釋佛教法器「磬」裡的噴泉現象。
法拉第波及其波長，可以用量子力學裡德布羅意-玻姆理論的德布羅意波及其波長來類比。

## 應用

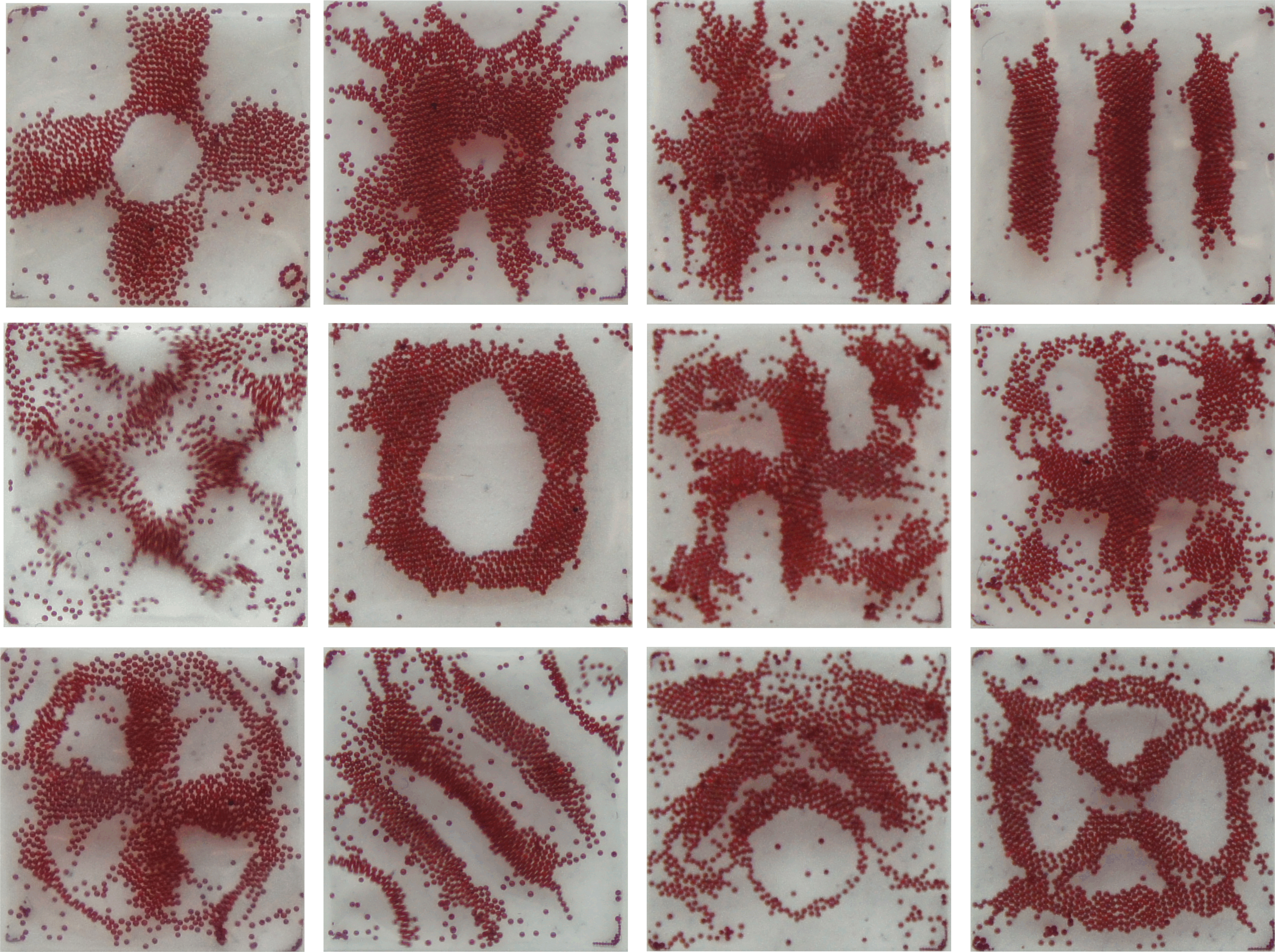
微珠在法拉第波上聚集成團

法拉第波可作為液體模板，用來引導聚集微小物質，包括軟物質、剛體、生物實體(如單一細胞、細胞球體和種有細胞的微珠)。與固體模板不同，液體模板可以通過調整振動頻率和加速度來動態調整，生成各種具對稱性及週期性的圖案。
這種現象也被鱷魚用來吸引配偶。它們會在略低水面處以低頻振動肺部，導致身上的尖刺移動並引發表面波。這些表面波基本上是法拉第波，可以觀察到特定共振造成的飛濺效應。